# Verfassung der Islamischen Republik Afghanistan
Die Verfassung Afghanistans, offiziell Verfassung der Islamischen Republik Afghanistan (Dari:قانون اساسی جمهوری اسلامی افغانستان), legt die politische und rechtliche Grundordnung der Islamischen Republik Afghanistan fest. Sie ist das Grundgesetz des Landes und sieht ein Präsidialsystem mit einem Zweikammerparlament vor. Seit der Machtübernahme der Taliban 2021 ist sie de facto außer Kraft.

## Geschichte
Obwohl Afghanistan (Afghanisches Reich) 1747 von Ahmad Shah Durrani zum Staat ernannt wurde, wurde die früheste afghanische Verfassung während der Regierungszeit von Emir Abdur Rahman Khan in den 1890er Jahren geschrieben, gefolgt von der Version von 1923.
Die Verfassung Afghanistans von 1964 verwandelte Afghanistan in eine moderne Demokratie.
Die derzeitige afghanische Verfassung wurde nach der Loja Dschirga 2003 im Januar 2004 im Konsens gebilligt. Die Verfassung besteht aus 162 Artikeln und wurde am 26. Januar 2004 von Präsident Hamid Karzai offiziell unterzeichnet. Sie entstand aus der durch die Afghanistan-Konferenz beauftragten afghanischen Verfassungskommission und sieht einen gewählten Präsidenten und eine Nationalversammlung vor. Die Übergangsregierung von Interimspräsident Hamid Karzai wurde nach der Loja Dschirga im Juni 2002 eingesetzt. Die ersten Präsidentschaftswahlen nach Inkrafttreten der neuen Verfassung fanden im Oktober 2004 statt, und Karzai wurde für eine Amtszeit von fünf Jahren gewählt. Die erste Wahl zur Nationalversammlung wurde bis September 2005 verschoben.

## Präsident
Artikel 62 der Verfassung von Afghanistan von 2004 besagt, dass ein Kandidat für das Amt des Präsidenten: Ein muslimischer Staatsbürger Afghanistans sein muss, der von afghanischen Eltern geboren wurde; nicht auch Staatsbürger eines anderen Landes sein darf;
mindestens vierzig Jahre alt sein muss und
nicht wegen Verbrechen gegen die Menschlichkeit oder einer sonstigen Straftat seine Bürgerrechte abgesprochen bekommen hat sowie
zuvor nicht mehr als zwei Amtszeiten als Präsident amtiert haben darf.

## Legislative
Die Nationalversammlung Afghanistans besteht aus zwei Kammern: dem Wolesi Dschirga (Haus des Volkes, Unterhaus) und dem Meshrano Dschirga (Haus der Ältesten, Oberhaus).
Das Wolesi Dschirga, die mächtigere Kammer, besteht aus maximal 250 Abgeordneten, die direkt nach dem System der nicht übertragbaren Einzelstimme gewählt werden. Die Mitglieder werden in den Provinzen gewählt. Die Legislaturperiode dauert fünf Jahre. Mindestens 64 Abgeordnete müssen Frauen sein, zehn Abgeordnete der Gruppe der Kutschinomaden angehören. Die Wolesi Dschirga hat die Hauptverantwortung für die Ausarbeitung und Ratifizierung von Gesetzen und die Genehmigung der Handlungen des Präsidenten und verfügt über ein beträchtliches Vetorecht bei Ernennungen von Führungskräften.
Die Meschrano Dschirga besteht aus einer nicht festgelegten Anzahl lokaler Würdenträger und Experten, die von Provinzräten, Bezirksräten und dem Präsidenten ernannt werden. Der Präsident ernennt auch zwei Vertreter körperbehinderter Menschen. Das Oberhaus verabschiedet Gesetze, genehmigt Budgets und ratifiziert Verträge – all dies erfordert eine spätere Genehmigung durch den Meshrano Dschirga.

## Justiz
Der oberste Gerichtshof ist das Stera Mahkama. Seine Mitglieder werden vom Präsidenten für eine Amtszeit von 10 Jahren ernannt. Es gibt auch Obergerichte, Berufungsgerichte sowie lokale und Bezirksgerichte. Richter können entweder in islamischer Rechtsprechung oder im weltlichen Recht ausgebildet sein.
Gerichte dürfen die islamische Rechtsprechung gemäß der hanafitischen Rechtsschule des Islam in Situationen anwenden, in denen die Verfassung keine Bestimmungen enthält.

## Kabinett
Das derzeitige Kabinett besteht aus dem Präsidenten, seinen beiden Vizepräsidenten und 25 Ministern. Die Minister werden vom Präsidenten ernannt, benötigen jedoch die Bestätigung der Wolesi Dschirga (Unterhaus).

## Provinzen und Bezirke
Die Verfassung teilt Afghanistan in 34 Provinzen ein. Jede Provinz wird von einem Provinzrat regiert, dessen Mitglieder für eine Amtszeit von vier Jahren gewählt werden. Provinzgouverneure werden vom Präsidenten ernannt. Provinzen sind in Bezirke unterteilt, die Dörfer und Städte enthalten. Jedes Dorf und jede Stadt verfügt über einen Rat, dessen Mitglieder drei Jahre im Amt sind.

## Religion
Die Verfassung beschreibt den Islam als heiliges Gesetz und den am häufigsten praktizierten Glauben in Afghanistan.
Anhänger anderer Religionen sind gemäß der Verfassung „frei, ihren Glauben auszuüben und ihre religiösen Riten durchzuführen“, dies jedoch innerhalb der Grenzen des Gesetzes. Gedankenfreiheit und Abfall vom Islam werden nicht erwähnt.

## Bürger- und Menschenrechte
Den afghanischen Bürgern wird das Recht auf Leben und Freiheit, auf Privatsphäre, auf friedliche Versammlung, sowie auf Ausdruck und Sprache garantiert. Wenn die Bürger eines Verbrechens beschuldigt werden, haben sie das Recht, über die Anklage informiert zu werden, sich durch einen Anwalt vertreten zu lassen und es wird bis zu einer Verurteilung die Unschuld vermutet. In Artikel 34 heißt es: „Die Meinungsfreiheit ist unantastbar. Jeder Afghane hat das Recht, Gedanken durch Reden, Schreiben, Illustrationen und andere Mittel gemäß den Bestimmungen dieser Verfassung auszudrücken. Jeder Afghane hat das Recht gemäß den Bestimmungen  des Gesetzes zum Drucken und Veröffentlichen von Themen ohne vorherige Vorlage bei staatlichen Behörden. Richtlinien in Bezug auf Presse, Radio und Fernsehen sowie Veröffentlichungen und andere Massenmedien sind gesetzlich geregelt.“
Es sollen gemäß Verfassung Vorkehrungen getroffen werde, um allen Bürgern eine kostenlose Bildung und Gesundheitsversorgung zu gewährleisten.